# Bajo (armonía musical)

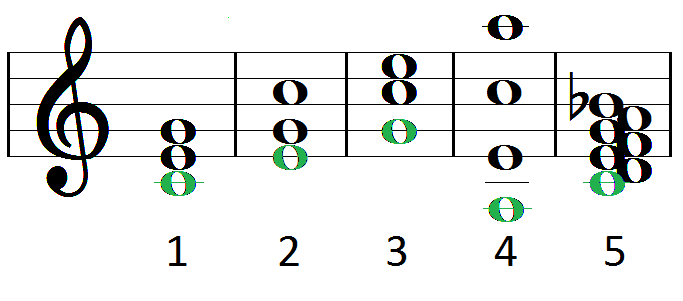
Cinco acordes con sus bajos en verde:
1. Do mayor en posición fundamental y disposición cerrada (do).
2. Do mayor en primera inversión (mi).
3. Do mayor en segunda inversión (sol).
4. La menor en posición fundamental y disposición abierta (la).
5. Do treceava en posición fundamental, clúster tonal (do).

En teoría musical, el bajo de un acorde o una sonoridad es la nota musical más grave tocada o notada. Si existen múltiples voces, es la nota tocada o notada para la voz más grave.
En teoría pre-tonal (música antigua), las notas fundamentales no se consideraban y por lo tanto el bajo era la nota más definitoria de una sonoridad.